# Emiel Thonon
Emiel Theophiel Thonon (Gentbrugge, 6 december 1896 - Düsseldorf (Duitsland), 14 februari 1979) was een Belgische collaborateur tijdens de Tweede Wereldoorlog.

## Biografie
Thonons moeder, afkomstig uit Luik en slechts achttien jaar oud, liet hem kort na de geboorte in de steek. Zijn vader was onbekend. Thonon werd opgevoed door zijn grootmoeder, die overleed in 1905. Hij werd hierna opgevangen door de plaatselijke bakker.
Nadat Thonon zijn lagere school had afgemaakt, verhuisde hij op veertienjarige leeftijd naar Brussel, waar hij aan de slag ging als bakkershulp.
Toen de Eerste Wereldoorlog uitbrak vluchtte Thonon naar Oostende waar hij zich inschreef bij het Belgisch leger. In 1916 raakte hij gewond en werd hij ontslagen uit het leger.
Thonon had verschillende jobs aan de kust, tot hij in 1921 verhuisde naar Gent waar hij huwde. In Gent solliciteerde hij vruchteloos bij de politie, waarna hij naar Luik verhuisde waar zijn echtgenote overleed. In 1928 werd Thonon veroordeeld tot 6 maanden gevangenisstraf wegens fysieke mishandeling. Na zijn vrijlating verhuisde hij naar Antwerpen waar hij een kruidenierszaak opende en in 1929 huwde met de zus van zijn overleden echtgenote.
Na de inval in mei 1940 van de Duitsers in de Tweede Wereldoorlog vluchtte Thonon naar Frankrijk. Hij keerde terug naar Antwerpen in oktober 1940. Drie maanden later overleed zijn (tweede) echtgenote, waarna Thonon ging samenwonen met een nieuwe partner.
In 1941 trachtte Thonon lid te worden van de Algemeene SS-Vlaanderen. Hij werd geweigerd omdat hij, aangezien zijn vader onbekend was, geen bewijs kon voorleggen dat hij een ariër was. Thonon zou later als reden voor zijn sollicitatie opgeven:  "[…] verlies mijner vrouw, verlies broodwinning, propaganda van radio, pers, kansel, tegen het communisme".
Thonon ging aan de slag als nachtwaker en hield zich bezig met smokkelen, waardoor hij in contact kwam met leden van het verzet, die hij verklikte aan de Gestapo. Hierdoor werd hij in augustus 1942 aangenomen als hulpagent bij de anticommunistische afdeling van de Sicherheitsdienst.
In augustus 1943 was Thonon aanwezig bij de arrestatie van Gustave Van Boeckel in Boechout. In juni 1944 as hij verantwoordelijk voor de arrestatie van Frans Hellemans nadat hij op zijn fiets onder een haringvaatje compromitterende documenten ontdekte.
Nadat de geallieerden in augustus 1944 Antwerpen hadden bevrijd, verhuisde zijn sectie naar Apeldoorn, waar ze tot 8 mei 1945 actief bleef. Thonon was met een zestigtal andere SD-leden actief in de Veluwe, waar hij actief was in het opsporen van verzetsgroepen.
Na de oorlog werd Thonon aangeklaagd.